# Shōya Nakajima
Shōya Nakajima (中島 翔哉?, Nakajima Shōya; Tokyo, 23 agosto 1994) è un calciatore giapponese, centrocampista degli Urawa Reds.

## Caratteristiche tecniche
Dotato di velocità e di un buon controllo di palla, Nakajima può ricoprire sia il ruolo di ala che di seconda punta. Il suo piede forte è il destro, tuttavia è capace di andare a rete anche di sinistro. Ha un buon senso dell'assist, inoltre i suoi tiri sono molto precisi, ciò gli vale la possibilità di trovare il gol anche calciando dalla lunga distanza, pure da fuori area.

## Carriera

### Club

#### Tokyo Verdy
Nakajima inizia la sua carriera da professionista militando nella J2 League, la seconda divisione del calcio giapponese, giocando per la squadra del Tokyo Verdy. Segnerà il suo primo gol con la rete del pareggio nella partita che si concluderà con un 1-1 contro l'Avispa Fukuoka, inoltre sarà autore di una tripletta nella vittoria per 4-1 contro il Tochigi Soccer Club. Riuscirà a segnare il gol della vittoria nella partita che si concluderà per 2-1 contro il Thespakusatsu Gunma. Nakajima chiude la sua esperienza con la squadra con 33 presenze e 6 gol.

#### FC Tokyo e Kataller Toyama
Nakajima, a partire dal 2014, vestirà la maglia dell'FC Tokyo, che però lo cederà in prestito al Kataller Toyama, giocando ancora una volta in seconda divisione, segnando un gol nella vittoria per 3-2 contro lo Matsumoto Yamaga. Nel 2015 giocherà con l'FC Tokyo nella prima divisione, la J1 League, segnando la sua prima rete in campionato nella vittoria per 2-1 contro il Sagan Tosu. Nell'edizione 2016 segnerà la rete dell'1-0 nella vittoria contro il Sanfrecce Hiroshima. Giocherà con l'FC Tokyo fino al 2017 segnando la sua ultima rete nel pareggio per 1-1 contro il Kawasaki Frontale.

#### Portimonense e Al-Duhail
Giocherà nel Portimonense in Portogallo dove riuscirà a segnare 10 reti nella sua prima stagione in Primeira Liga, trovando la rete per la prima volta in campionato segnando una doppietta, risultando fondamentale nella vittoria per 2-1 contro il Clube Desportivo Feirense. Segnerà un gol nella vittoria contro il Tondela nella partita che si concluderà per 2-0 e segnerà un altro gol nella vittoria per 4-1 contro il Rio Ave. Nella sua seconda stagione sarà autore di due doppiette, la prima nella vittoria per 3-2 contro il Guimarães e la seconda nella partita che il Portimonense vince per 4-2 contro lo Sporting CP
Il 3 febbraio 2019 viene acquistato per circa 35 milioni di euro dal Al-Duhail, club militante nella massima serie qatariota; diventando così il giocatore giapponese più pagato nella storia, andando a battere il record precedente che spettava a Hidetoshi Nakata quando nel 2001 passò dalla Roma al Parma per circa 29 milioni di euro. Segnerà solo due reti durante il periodo in cui giocherà nella squadra, una nella vittoria per 6-0 contro Al-Ahly e un'altra in AFC Champions League nella sconfitta per 3-1 contro l'Al-Hilal.

#### Porto
Il 5 luglio 2019 passa al Porto firmando un contratto fino al 2024.
 Durante la sua prima stagione 
in squadra il Porto vincerà sia il campionato portoghese, dove con un assist vincente di Nakajima, Chancel Mbemba segnerà una rete nel pareggio per 1-1 contro il Rio Ave, che la Coppa di Portogallo dove segnerà il suo primo gol nella vittoria contro il Santa Clara agli ottavi di finale vinta per 1-0, anche se in entrambe le competizioni non prenderà parte alle fasi finali dato il suo rifiuto di voler prendere parte agli allenamenti con la squadra sebbene si fosse reso disponibile in caso di convocazione.

### Nazionale
Nel giugno 2011, Nakajima è stato convocato nella squadra nazionale Under-17 del Giappone per la Coppa del Mondo Under-17 del 2011. Ha giocato due partite e ha segnato un gol contro il Brasile nei quarti di finale, nella partita che la nazionale nipponica ha perso per 3-2. Nel 2015 verrà convocato nella nazionale giapponese Under-23 per partecipare alle qualificazione della Coppa d'Asia Under-23, segnando una doppietta nella vittoria per 2-0 contro il Vietnam e ottenuta la qualificazione il Giappone vincerà la Coppa asiatica Under-23, e Nakajima segnerà una doppietta ai quarti di finale nella vittoria contro l'Iran per 3-0. Sempre nel 2016, viene convocato nella nazionale olimpica per partecipare alle Olimpiadi di Rio de Janeiro e ha indossato la maglia numero 10 per il Giappone. Ha giocato tutte e 3 le partite e ha segnato il gol del pareggio contro la Colombia nella partita che si è conclusa 2-2.
Il 23 marzo 2018, Nakajima ha debuttato nella nazionale giapponese segnando nell'amichevole pareggiata per 1-1 contro il Mali. Segnerà il gol del 4-0 contro il Kirghizistan in un'altra partita amichevole.
A seguito di un infortunio viene sostituito il 5 gennaio 2019 da Takashi Inui tra i convocati per la Coppa d'Asia 2019. Sarà autore della rete della vittoria nella partita vinta 1-0 in un'amichevole contro la Bolivia.
Viene convocato per giocare con la nazionale giapponese in Copa América, nella partita contro l'Ecuador dove era necessaria la vittoria per la qualificazione ai quarti di finale, Nakajima segna il gol del temporaneo vantaggio, ma Ángel Mena segnerà la rete del pareggio del 1-1 e il Giappone sarà eliminato.

## Statistiche

### Presenze e reti nei club
Statistiche aggiornate al 7 gennaio 2018.
| Stagione            | Squadra             | Campionato          | Campionato | Campionato | Coppe nazionali | Coppe nazionali | Coppe nazionali | Coppe continentali | Coppe continentali | Coppe continentali | Altre coppe | Altre coppe | Altre coppe | Totale | Totale |
| Stagione            | Squadra             | Comp                | Pres       | Reti       | Comp            | Pres            | Reti            | Comp               | Pres               | Reti               | Comp        | Pres        | Reti        | Pres   | Reti   |
| ------------------- | ------------------- | ------------------- | ---------- | ---------- | --------------- | --------------- | --------------- | ------------------ | ------------------ | ------------------ | ----------- | ----------- | ----------- | ------ | ------ |
| 2012                | Tokyo Verdy         | J2                  | 8          | 4          | CI              | 2               | 0               | -                  | -                  | -                  | -           | -           | -           | 10     | 4      |
| 2013                | Tokyo Verdy         | J2                  | 21         | 2          | CI              | 2               | 0               | -                  | -                  | -                  | -           | -           | -           | 23     | 2      |
| Totale Tokyo Verdy  | Totale Tokyo Verdy  | Totale Tokyo Verdy  | 29         | 6          |                 | 4               | 0               |                    | -                  | -                  |             | -           | -           | 33     | 6      |
| 2014                | Kataller Toyama     | J2                  | 28         | 2          | CI              | 2               | 0               | -                  | -                  | -                  | -           | -           | -           | 30     | 2      |
| ago.-nov. 2014      | FC Tokyo            | J1                  | 5          | 0          | CI              | 0               | 0               | -                  | -                  | -                  | -           | -           | -           | 5      | 0      |
| 2015                | FC Tokyo            | J1                  | 13         | 1          | CI+CdL          | 2+2             | 0+1             | -                  | -                  | -                  | -           | -           | -           | 17     | 2      |
| 2016                | FC Tokyo            | J1                  | 12         | 3          | CI+CdL          | 2+4             | 1+2             | -                  | -                  | -                  | -           | -           | -           | 18     | 6      |
| 2017                | FC Tokyo            | J1                  | 21         | 2          | CI+CdL          | 1+7             | 1+3             | -                  | -                  | -                  | -           | -           | -           | 29     | 6      |
| Totale Tokyo FC     | Totale Tokyo FC     | Totale Tokyo FC     | 51         | 6          |                 | 18              | 8               |                    | -                  | -                  |             | -           | -           | 69     | 14     |
| 2017-2018           | Portimonense        | PL                  | 29         | 10         | TP+CdL          | 2+2             | 0+0             | -                  | -                  | -                  | -           | -           | -           | 33     | 10     |
| 2018-gen. 2019      | Portimonense        | PL                  | 13         | 5          | TP+CdL          | 0+1             | 0+0             | -                  | -                  | -                  | -           | -           | -           | 14     | 5      |
| feb.-giu. 2019      | Lekhwiya            | QSL                 | 7          | 1          | QSC+EQC         | 0+1             | 0+0             | ACL                | 6                  | 1                  | -           | -           | -           | 14     | 2      |
| 2019-2020           | Porto               | PL                  | 16         | 0          | TP+CdL          | 4+3             | 1+0             | UCL+UEL            | 1+4                | 0+0                | -           | -           | -           | 28     | 1      |
| 2020-gen. 2021      | Porto               | PL                  | 4          | 0          | TP+CdL          | 1+0             | 0+0             | UCL                | 4                  | 0                  | SP          | 0           | 0           | 9      | 0      |
| Totale Porto        | Totale Porto        | Totale Porto        | 20         | 0          |                 | 8               | 1               |                    | 9                  | 0                  |             | 0           | 0           | 37     | 1      |
| feb.-mag. 2021      | Al-Ain              | PL                  | 2          | 0          | PC              | 0               | 0               | ACL                | 0                  | 0                  | -           | -           | -           | 2      | 0      |
| 2021-2022           | Portimonense        | PL                  | 22         | 1          | TP+CdL          | 3+0             | 1+0             | -                  | -                  | -                  | -           | -           | -           | 25     | 2      |
| Totale Portimonense | Totale Portimonense | Totale Portimonense | 64         | 16         |                 | 8               | 1               |                    | -                  | -                  |             | -           | -           | 72     | 17     |
| 2022-2023           | Antalyaspor         | SL                  | 15         | 0          | TK              | 1               | 0               | -                  | -                  | -                  | -           | -           | -           | 16     | 0      |
| 2023                | Urawa Reds          | J1                  | 6          | 1          | CI+CdL          | 0+1             | 0+0             | ACL                | 3                  | 0                  | CmC         | 3           | 0           | 13     | 1      |
| 2024                | Urawa Reds          | J1                  | 10         | 0          | CI+CdL          | 0+1             | 0+2             | -                  | -                  | -                  | -           | -           | -           | 11     | 2      |
| Totale Urawa Reds   | Totale Urawa Reds   | Totale Urawa Reds   | 16         | 1          |                 | 2               | 2               |                    | 3                  | 0                  |             | 3           | 0           | 24     | 3      |
| Totale carriera     | Totale carriera     | Totale carriera     | 232        | 32         |                 | 44              | 12              |                    | 18                 | 1                  |             | 3           | 0           | 296    | 47     |

### Cronologia presenze e reti in nazionale
| Cronologia completa delle presenze e delle reti in nazionale ― Giappone | Cronologia completa delle presenze e delle reti in nazionale ― Giappone | Cronologia completa delle presenze e delle reti in nazionale ― Giappone | Cronologia completa delle presenze e delle reti in nazionale ― Giappone | Cronologia completa delle presenze e delle reti in nazionale ― Giappone | Cronologia completa delle presenze e delle reti in nazionale ― Giappone | Cronologia completa delle presenze e delle reti in nazionale ― Giappone | Cronologia completa delle presenze e delle reti in nazionale ― Giappone |
| Data                                                                    | Città                                                                   | In casa                                                                 | Risultato                                                               | Ospiti                                                                  | Competizione                                                            | Reti                                                                    | Note                                                                    |
| ----------------------------------------------------------------------- | ----------------------------------------------------------------------- | ----------------------------------------------------------------------- | ----------------------------------------------------------------------- | ----------------------------------------------------------------------- | ----------------------------------------------------------------------- | ----------------------------------------------------------------------- | ----------------------------------------------------------------------- |
| 23-3-2018                                                               | Liegi                                                                   | Giappone                                                                | 1 – 1                                                                   | Mali                                                                    | Amichevole                                                              | 1                                                                       | 60’                                                                     |
| 27-3-2018                                                               | Liegi                                                                   | Giappone                                                                | 1 – 2                                                                   | Ucraina                                                                 | Amichevole                                                              | -                                                                       | 80’                                                                     |
| 11-9-2018                                                               | Ōsaka                                                                   | Giappone                                                                | 3 – 0                                                                   | Costa Rica                                                              | Amichevole                                                              | -                                                                       | 75’                                                                     |
| 16-10-2018                                                              | Saitama                                                                 | Giappone                                                                | 4 – 3                                                                   | Uruguay                                                                 | Amichevole                                                              | -                                                                       | 87’                                                                     |
| 16-11-2018                                                              | Ōita                                                                    | Giappone                                                                | 1 – 1                                                                   | Venezuela                                                               | Amichevole                                                              | -                                                                       | 69’                                                                     |
| 20-11-2018                                                              | Toyota                                                                  | Giappone                                                                | 4 – 0                                                                   | Kirghizistan                                                            | Amichevole                                                              | 1                                                                       | 73’                                                                     |
| 22-3-2019                                                               | Yokohama                                                                | Giappone                                                                | 0 – 1                                                                   | Colombia                                                                | Amichevole                                                              | -                                                                       |                                                                         |
| 26-3-2019                                                               | Kobe                                                                    | Giappone                                                                | 0 – 1                                                                   | Bolivia                                                                 | Amichevole                                                              | 1                                                                       | 62’                                                                     |
| 5-6-2019                                                                | Toyota                                                                  | Giappone                                                                | 0 – 0                                                                   | Trinidad e Tobago                                                       | Amichevole                                                              | -                                                                       | 71’                                                                     |
| 9-6-2019                                                                | Rifu                                                                    | Giappone                                                                | 2 – 0                                                                   | El Salvador                                                             | Amichevole                                                              | -                                                                       | 67’ 71’                                                                 |
| 18-6-2019                                                               | San Paolo                                                               | Giappone                                                                | 0 – 4                                                                   | Cile                                                                    | Coppa America 2019 - 1º turno                                           | -                                                                       | 66’                                                                     |
| 21-6-2019                                                               | Porto Alegre                                                            | Uruguay                                                                 | 2 – 2                                                                   | Giappone                                                                | Coppa America 2019 - 1º turno                                           | -                                                                       | 78’                                                                     |
| 25-6-2019                                                               | Belo Horizonte                                                          | Ecuador                                                                 | 1 – 1                                                                   | Giappone                                                                | Coppa America 2019 - 1º turno                                           | 1                                                                       |                                                                         |
| 5-9-2019                                                                | Kashima                                                                 | Giappone                                                                | 2 – 0                                                                   | Paraguay                                                                | Amichevole                                                              | -                                                                       | 46’                                                                     |
| 10-9-2019                                                               | Yangon                                                                  | Birmania                                                                | 0 – 2                                                                   | Giappone                                                                | Qual. Mondiali 2022                                                     | 1                                                                       | 80’                                                                     |
| 10-10-2019                                                              | Saitama                                                                 | Giappone                                                                | 6 – 0                                                                   | Mongolia                                                                | Qual. Mondiali 2022                                                     | -                                                                       |                                                                         |
| 15-10-2019                                                              | Dushanbe                                                                | Tagikistan                                                              | 0 – 3                                                                   | Giappone                                                                | Qual. Mondiali 2022                                                     | -                                                                       |                                                                         |
| 14-11-2019                                                              | Biškek                                                                  | Kirghizistan                                                            | 0 – 2                                                                   | Giappone                                                                | Qual. Mondiali 2022                                                     | -                                                                       | 76’                                                                     |
| 19-11-2019                                                              | Suita                                                                   | Giappone                                                                | 1 – 4                                                                   | Venezuela                                                               | Amichevole                                                              | -                                                                       |                                                                         |
| Totale                                                                  |                                                                         | Presenze                                                                | 19                                                                      |                                                                         | Reti                                                                    | 5                                                                       |                                                                         |

| Cronologia completa delle presenze e delle reti in nazionale ― Giappone Olimpica | Cronologia completa delle presenze e delle reti in nazionale ― Giappone Olimpica | Cronologia completa delle presenze e delle reti in nazionale ― Giappone Olimpica | Cronologia completa delle presenze e delle reti in nazionale ― Giappone Olimpica | Cronologia completa delle presenze e delle reti in nazionale ― Giappone Olimpica | Cronologia completa delle presenze e delle reti in nazionale ― Giappone Olimpica | Cronologia completa delle presenze e delle reti in nazionale ― Giappone Olimpica | Cronologia completa delle presenze e delle reti in nazionale ― Giappone Olimpica |
| Data                                                                             | Città                                                                            | In casa                                                                          | Risultato                                                                        | Ospiti                                                                           | Competizione                                                                     | Reti                                                                             | Note                                                                             |
| -------------------------------------------------------------------------------- | -------------------------------------------------------------------------------- | -------------------------------------------------------------------------------- | -------------------------------------------------------------------------------- | -------------------------------------------------------------------------------- | -------------------------------------------------------------------------------- | -------------------------------------------------------------------------------- | -------------------------------------------------------------------------------- |
| 5-8-2016                                                                         | Manaus                                                                           | Nigeria                                                                          | 5 – 4                                                                            | Giappone                                                                         | Olimpiadi 2016 - 1º turno                                                        | -                                                                                | 76’                                                                              |
| 8-8-2016                                                                         | Manaus                                                                           | Giappone                                                                         | 2 – 2                                                                            | Colombia                                                                         | Olimpiadi 2016 - 1º turno                                                        | 1                                                                                |                                                                                  |
| 11-8-2016                                                                        | Salvador                                                                         | Giappone                                                                         | 1 – 0                                                                            | Svezia                                                                           | Olimpiadi 2016 - 1º turno                                                        | -                                                                                |                                                                                  |
| Totale                                                                           |                                                                                  | Presenze                                                                         | 3                                                                                |                                                                                  | Reti                                                                             | 1                                                                                |                                                                                  |

## Palmarès

### Club
- Coppa dell'Emiro del Qatar

Al-Duhail: 2019
- Campionato portoghese: 1

Porto: 2019-2020
- Coppa del Portogallo: 1

Porto: 2019-2020
- Supercoppa di Portogallo: 1

Porto: 2020

### Nazionale
- Coppa d'Asia Under-23: 1

2016